# Egzarchat apostolski Włoch
Egzarchat apostolski Włoch (łac. Exarchate apostolica ab Italia, et fidelis in Ecclesia catholica Ucraina; ukr. Апостольський екзархат Італії, Вірний Українській Католицькій Церкві) – egzarchat Kościoła katolickiego obrządku bizantyjsko-ukraińskiego z siedzibą w Rzymie, obejmujący parafie tego obrządku we Włoszech. Ustanowiony egzarchatem 11 lipca 2019 przez papieża Franciszka.

## Biskupi
- 2019–2020: kard. Angelo De Donatis
  - administrator apostolski sede vacante

Herb pierwszego władyki (ordynariusza) – Dionizego Lachowicza

- 2020–2025: bp Dionizy Lachowicz OSBM
  - delegat apostolski egzarchatu apostolskiego Włoch (2019–2020)
- od 7 III 2025: bp Hryhorij Komar
  - administrator apostolski sede vacante